# NSW (Maschinengewehr)
Das NSW (russisch НСВ; Abkürzung für russisch Никитина-Соколова-Волкова) ist ein überschweres Maschinengewehr, das in der Sowjetunion gebaut wurde. Die Abkürzung steht für die Nachnamen der drei beteiligten Konstrukteure: Grigori Iwanowitsch Nikitin, Juri Michailowitsch Sokolow sowie Wladimir Iwanowitsch Wolkow. Bei den russischen Streitkräften wurde es nach 1991 durch das Kord abgelöst.

## Entwicklung
Die Führung der Streitkräfte der UdSSR suchte gegen Ende der 1960er Jahre Ersatz für das großkalibrige MG DSchK, das zu jener Zeit bereits drei Jahrzehnte alt war. Der Auftrag zur Entwicklung eines neuen Modells erging 1969 an die Konstrukteure. Die Maßgabe war, eine leichtere und führigere Waffe zu entwerfen. Ebenso sollte der Produktionsaufwand möglichst gering sein.

## Technik

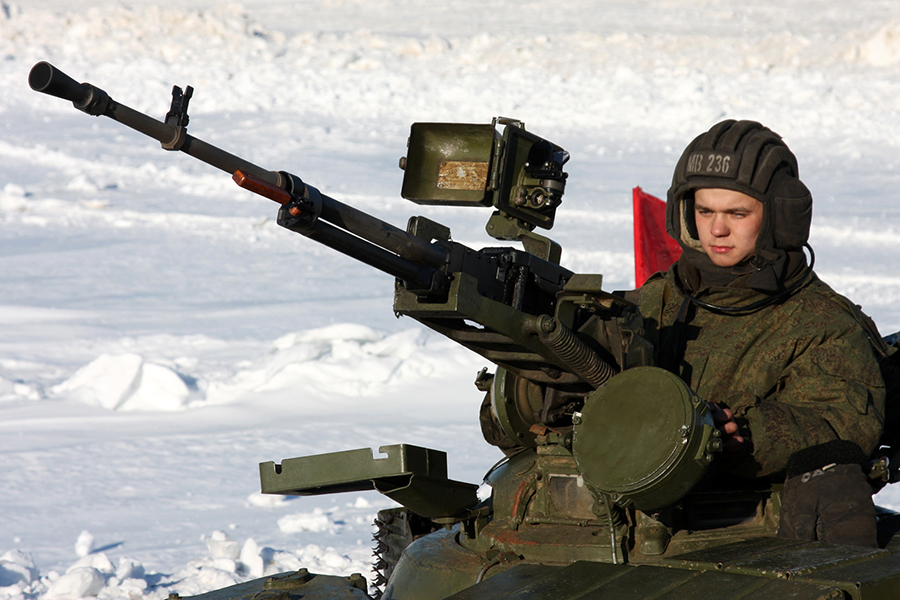
Ausführung NSWT zur Panzer-Bewaffnung

Das NSW arbeitet als Gasdrucklader. Die Luftkühlung des MGs erzwingt, dass nach 100 Schuss Dauerfeuer der Lauf auskühlen oder getauscht werden muss. Die Waffe ist zuschießend, um eine unkontrollierte Zündung von Munition in der Patronenkammer (Cook off) zu verhindern. Sie verwendet die gleiche Munition wie das Vorgängermodell, die mit einem Metalldauergurt zugeführt wird. Das NSW verfügt über ein Dreibein und ein Zielfernrohr und kann als Schützenwaffe verwendet werden. Das NSWT (T für tankowoi, Panzer) wurde eigens für den Einsatz als Bordwaffe an Panzerfahrzeugen konzipiert und kann elektrisch ausgelöst werden. Es diente als Turmwaffe an Panzern wie dem T-64, dem T-72 und dem T-80, um nur einige zu nennen.

## Nachbauten
- ITKK 96: Finnland
- Zastava M87: ehem. Jugoslawien, Serbien

## Galerie

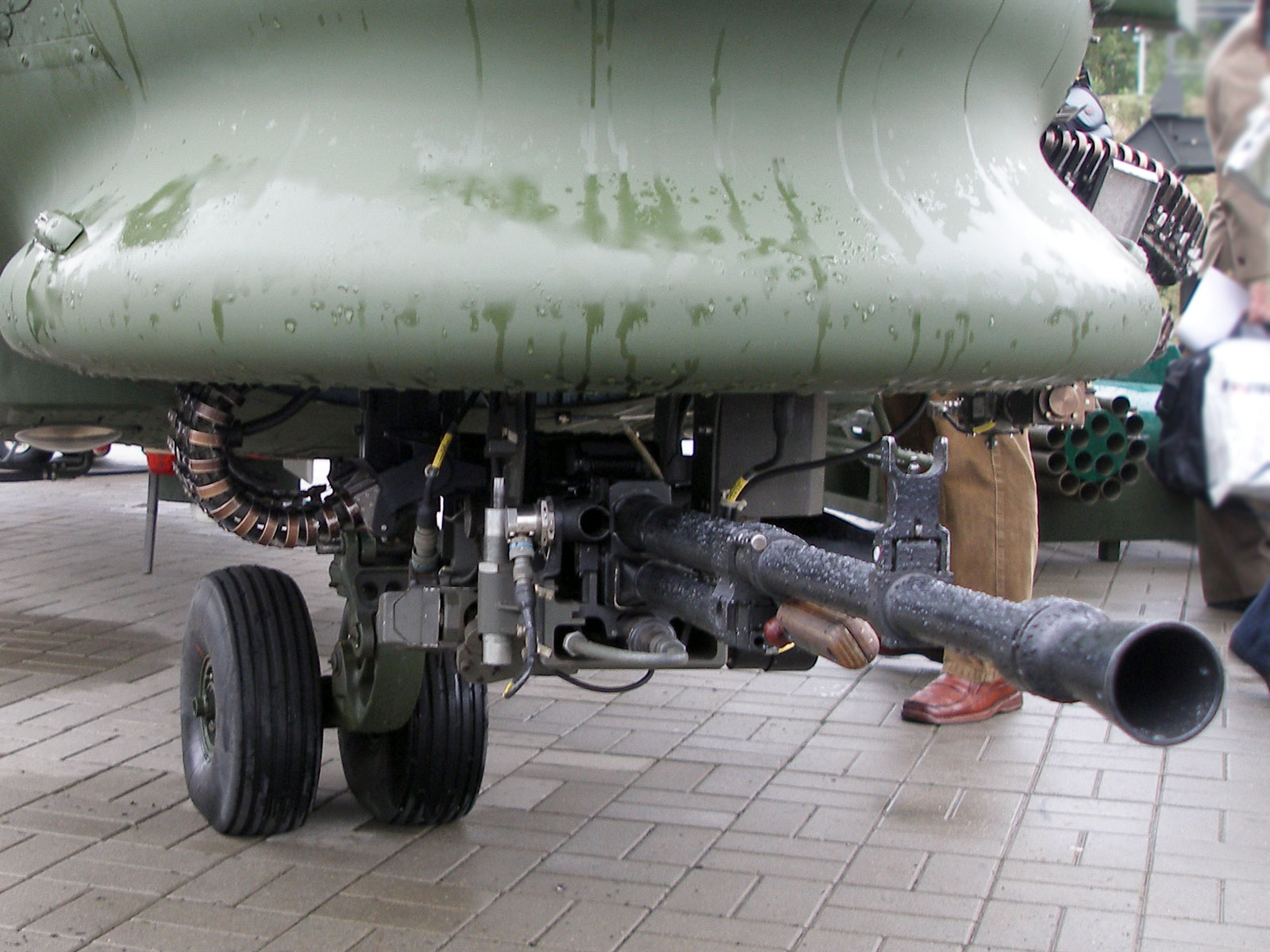
Polnisches NSW im Kaliber 12,7 × 99 mm NATO (WKM-B) an einem PZL W-3 Sokół
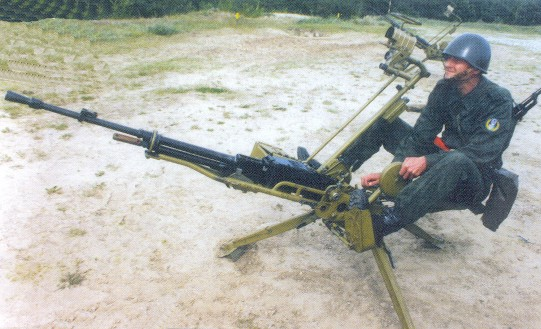
WKM-B auf Fla-Dreibein 6U6
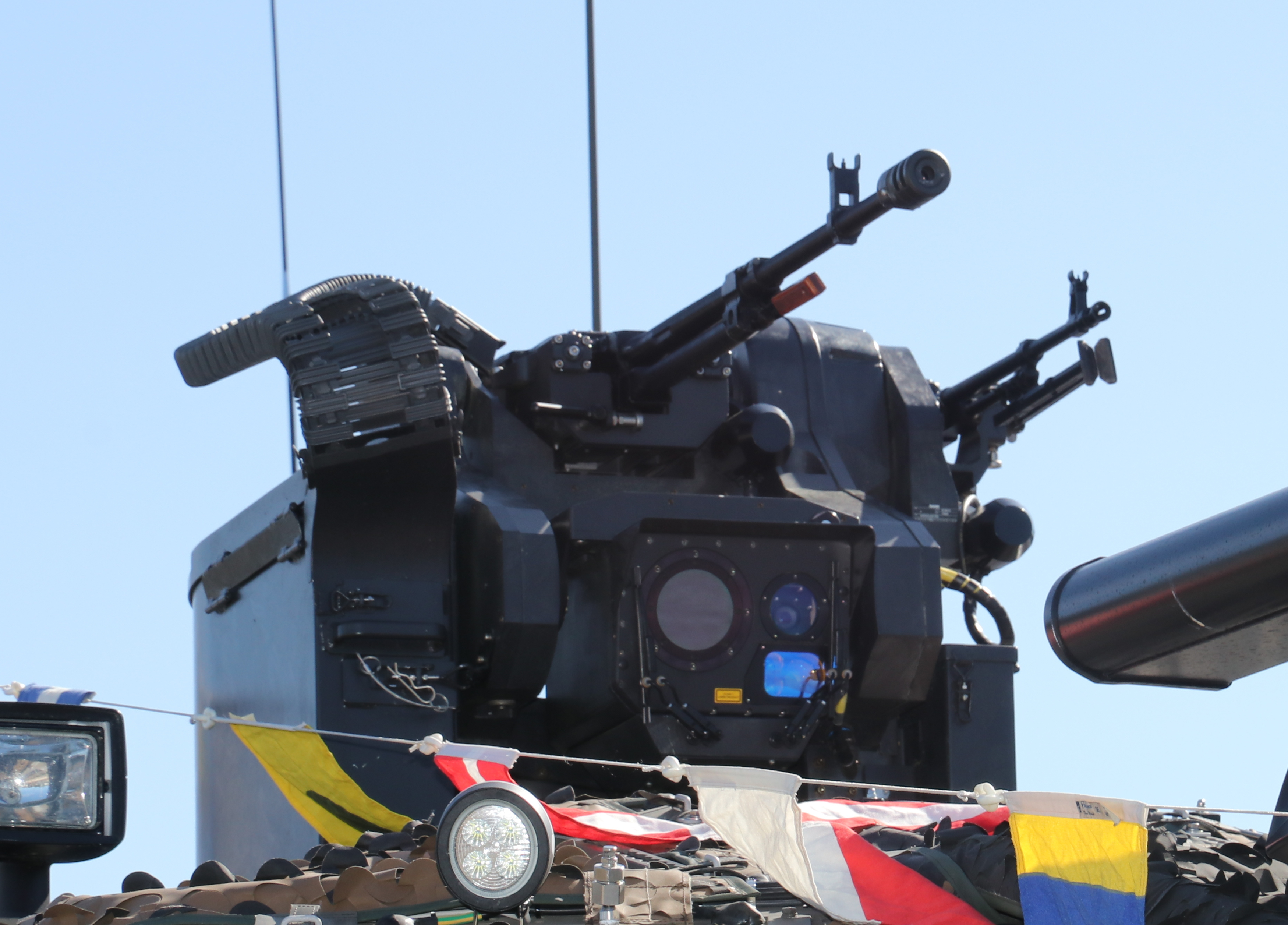
Finnisches NSV und PKM auf einer fernbedienbaren Waffenstation